# Zíbův mlýn
Zíbův mlýn ve Hvožďanech v okrese Příbram je vodní mlýn, který stojí u tvrze na Hvožďanském potoce. Od roku 2021 je chráněn jako nemovitá kulturní památka České republiky.

## Historie
Mlýn je uveden v roce 1696 v registrech s evidencí mlýnů, kdy Tomáš Zacheus hrabě Černín z Chudenic emfyteuticky odprodal 16 panských mlýnů, mezi nimi i hvožďanský o 1 složení. V témže roce jej zachytila obrazová mapa panství Lnáře. Dochovanou barokní vyřezávanou mlýnskou hranici je také možné vročit nejpozději k datu 1696. Pravděpodobně se jednalo o roubený objekt, který byl postupně nahrazen zděným.
V době mapování stabilního katastru stál ve Hvožďanech zděný mlýn s hospodářskou částí. Kolem roku 1850 byl modernizován a rozšířen o zastřešenou lednici a hospodářskou část. Roku 1865 zde byl mlynářem Josef Zíb, syn pekaře z Rožmitálu.
Počátkem 20. století byla plánována modernizace stodoly a v roce 1919 byl přistavěn k západní hraně západního křídla stodoly domek pro motor a modernizována stodola s kolnou podle plánu Františka Müllera z Radošic. V roce 1925 byl upraven náhon a částečně modernizován interiér. Téhož roku byl při povodni stržen jez i nádržka.
Údajně již od roku 1918 nebyl mlýn v pravidelném provozu a od 1929 se zde již jen příležitostně šrotovalo 50 až 100 q ročně. V letech 1936–1937 bylo povoleno námezdní mletí 760q pšenice a žita dohromady a obchodní mletí 76 q pšenice.
V září 1940 byla na mlýn uvalena německá nucená správa a mlynář Josef Zíb se měl vystěhovat; ve mlýně však zůstal. Roku 1945 žádal o vystěhování nuceného správce a žaloval ho o dlužné nájemné a náhradu za způsobené škody.
Dne 20. listopadu 1945 mlynář zemřel a mlýn zdědil jeho synovec Jan Zíb. Ten však neměl živnostenské oprávnění (nebyl vyučeným mlynářem) a živnostenský list byl nakonec přepsán na jeho švagra, který požádal o příděl loupačky a druhé válcové stolice namísto francouzského kamene z pohraničí; žádost o znovuotevření mlýna úřad zamítl.
Zařízení mlýna bylo zakonzervováno a budovy sloužily pouze k bydlení. V roce 2017 areál odkoupila obec Hvožďany a připravila jeho rekonstrukci. V roce 2024 proběhlo v první etapě oprav statické zajištění, byl vyměněn krov a střešní krytina v objektu motorovny. Práce na Zíbově mlýně byly v roce 2024 finančně podpořeny Ministerstvem kultury ČR z Programu záchrany architektonického dědictví a Středočeským krajem.

## Popis
Voda na vodní kolo vedla z potoka do Pacholeckého rybníka, odtud přes louku náhonem ke mlýnu do nádržky a z ní vantroky ke kolu. Poté odtékala do Mlýnského rybníka v Tisové pohánět další mlýn. V roce 1925 byl při povodni stržen jez, nádržka i stavítka; mlynář měl v plánu postavit pevný jez na mlýnském náhonu asi 40 metrů pod mostem v místě, kde odbočoval jalový odpad, a zřídit nová stavítka.
V roce 1927 měl mlýn náhon dlouhý 225 metrů, stále stržený jez i nádržku. Odtok byl veden pod stodolou a byl přikrytý kamennými plotnami. V roce 1928 bylo vydáno povolení ke stavbě jezu, ale nikoliv ke zřízení stavítek na náhonu; voda by se prý mohla rozlévat na sousední pozemky.
Roku 1931 bylo vydáno vyjádření Zemského úřadu v Praze: „Potok není mlýnskýn náhonem, ale veřejným statkem, není upraven, nad mlýnem při pravém břehu se nachází jalový odpad se zbytky stavidla. Stoka je ve velmi špatném stavu, neudržovaná a zarostlá travou a neteče zde žádná voda. Na mýnské kolo teče voda žlabem s otvorem 30x35 cm a není opatřen žádným uzavíracím zařízením. Kolo je také neudržované. Ze mlýna voda odtéká veřejnou vodotečí. Co se týče požadovaného stavítka, z kterého byl nalezen jen shnilý práh v potoce, není nutné pro provoz mlýna, k odvedení přebytečné vody může sloužit jalový odpad.”
V lednici se dochovalo torzo vodního kola na svrchní vodu. K roku 1875 zde bylo 1 kolo (průměr 4,3 m, šířka 65 cm), k roku 1927 1 kolo (průměr 4,25 m, šířka 1 m, hloubka korečků 28 cm, 8 ot./min) a v roce 1930 1 vodní kolo na svrchní vodu (hltnost 87 l/s, spád 4,8 m a výkon 3,6 HP). Mlýn měl také plynosací motor (výkon 20-25 HP) a elektrický motor, jehož odběr v roce 1938 činil 700 kWh od Otavského elektrárenského svazu.

## Galerie

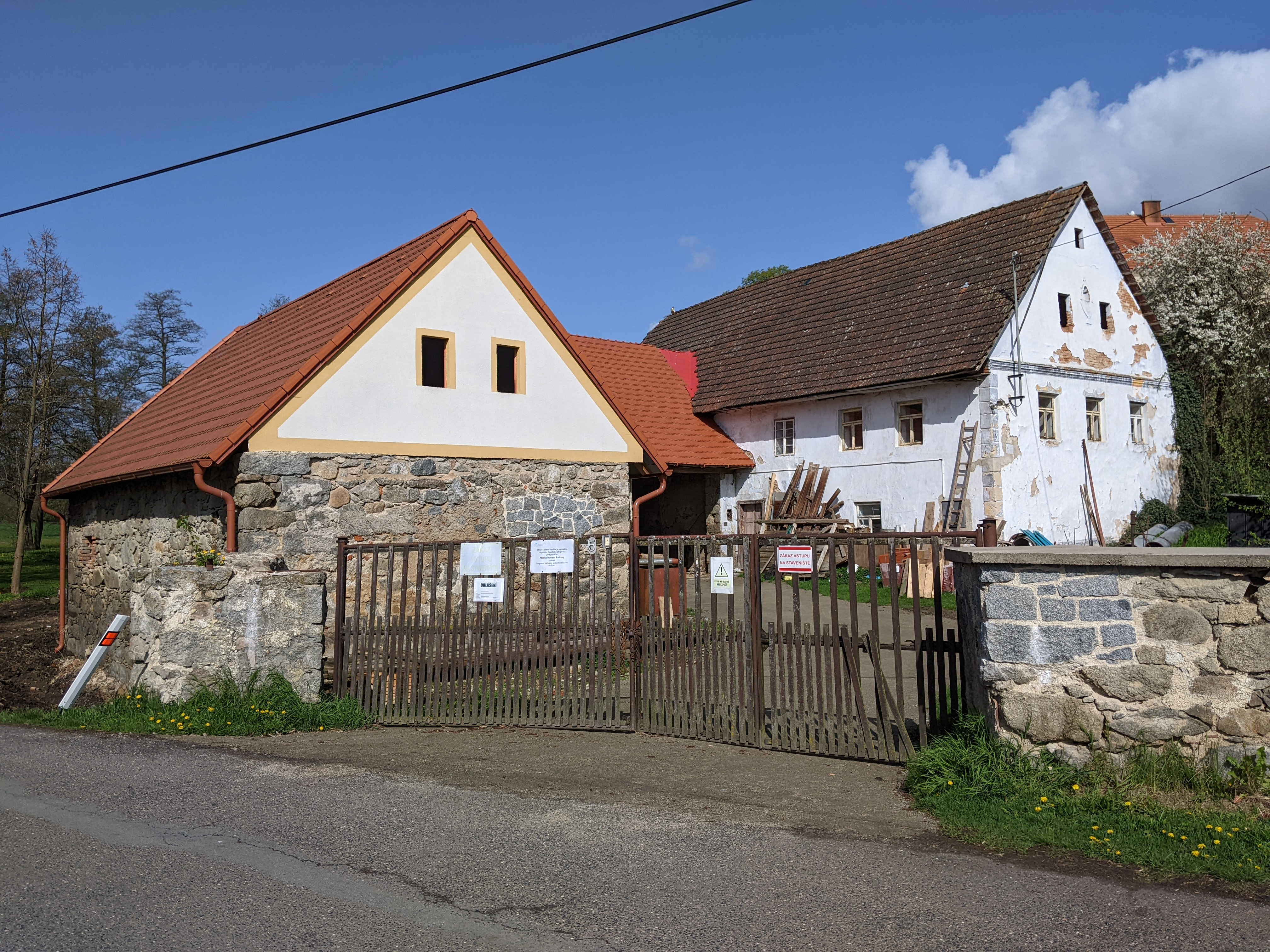
Zíbův mlýn  (duben 2024)
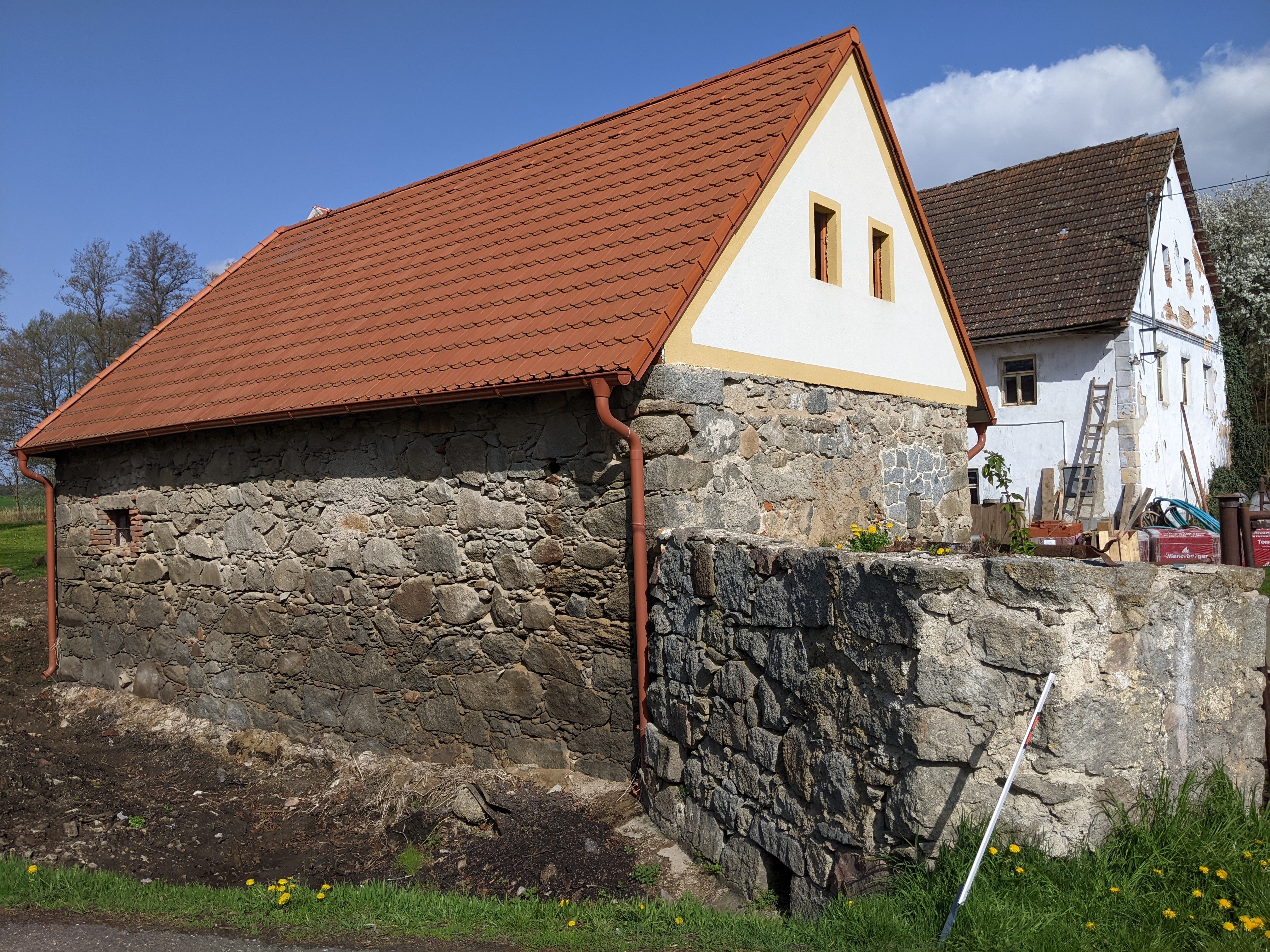
Zíbův mlýn
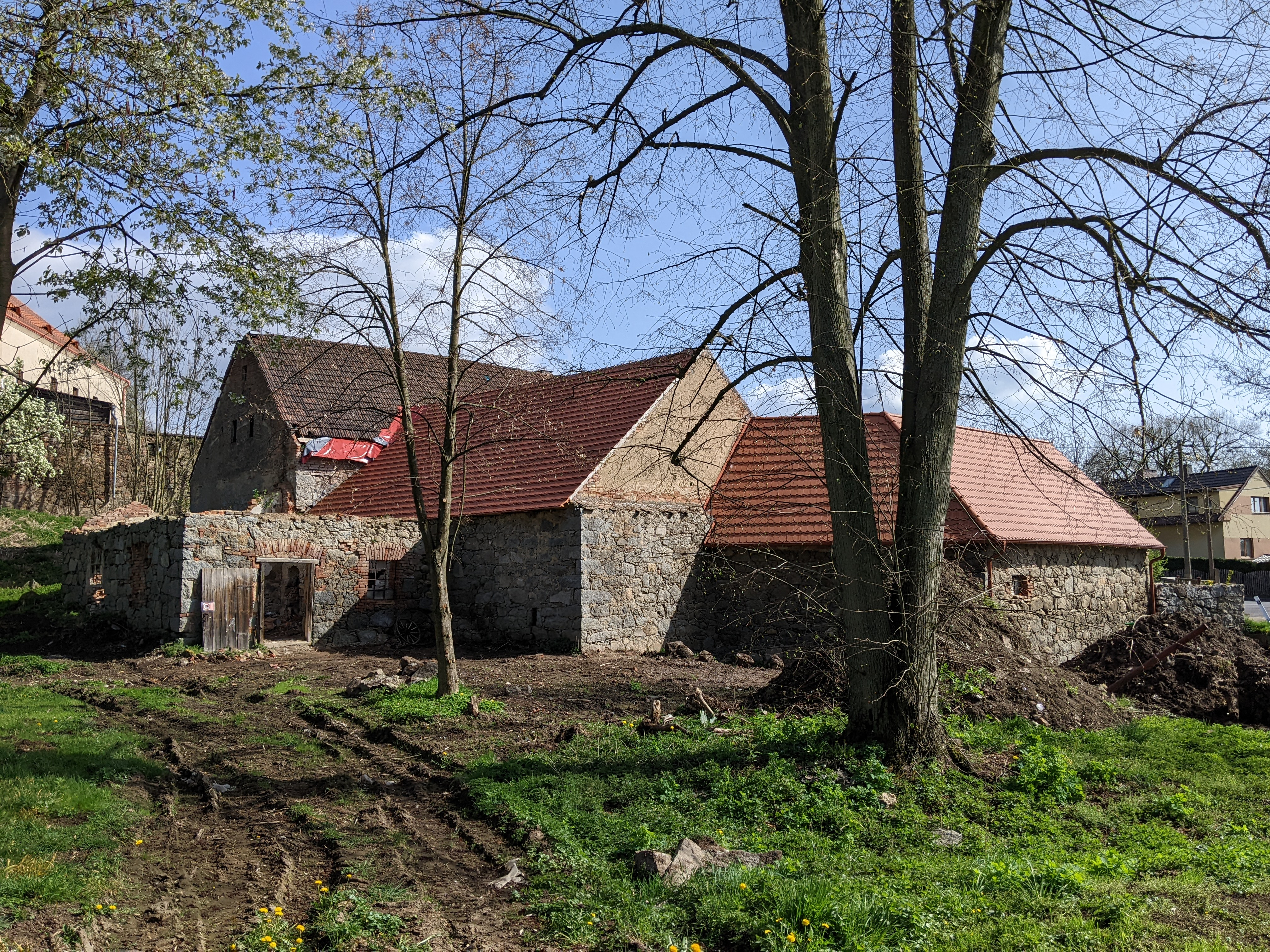
Zíbův mlýn
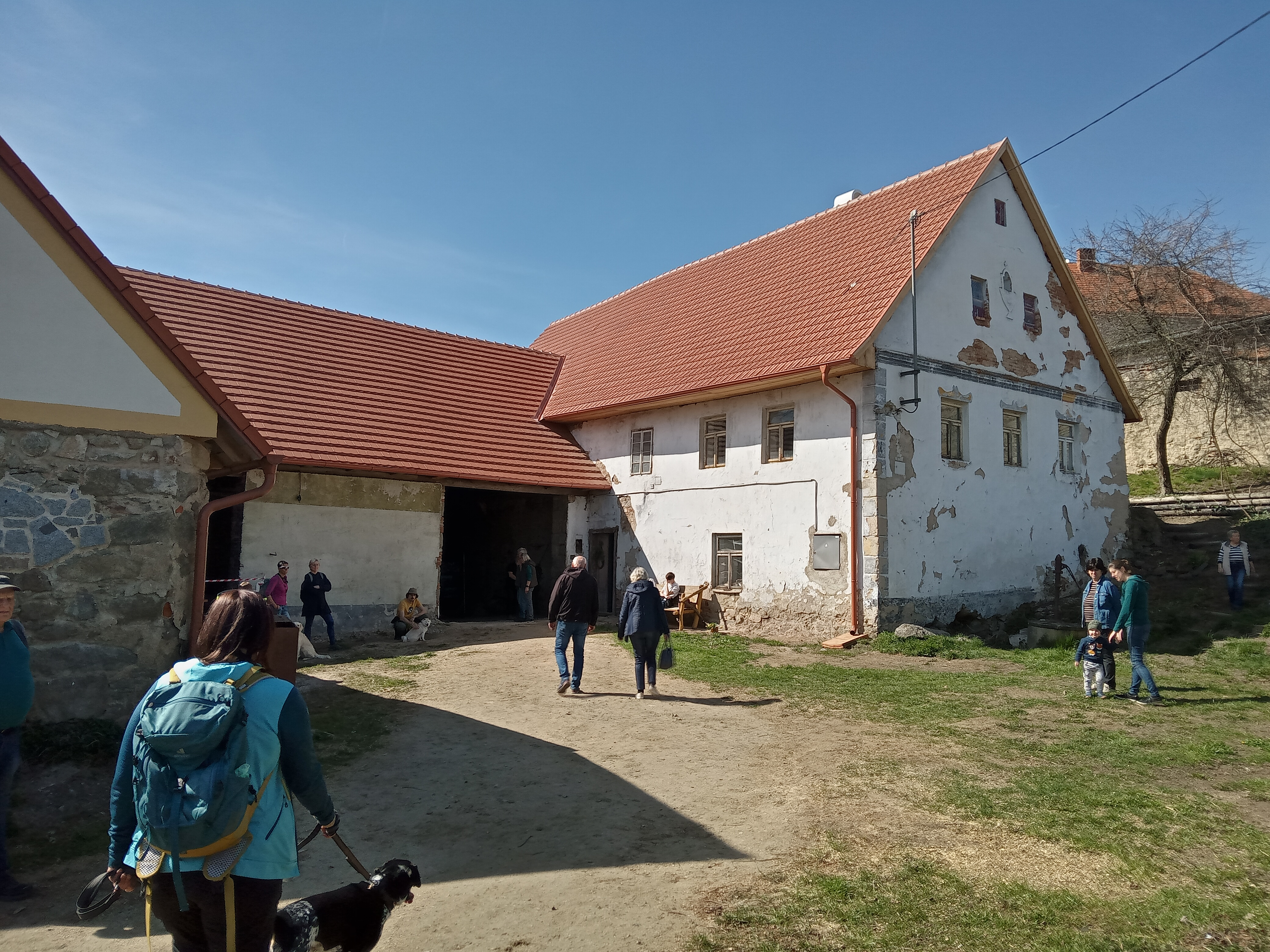
Zíbův mlýn  (duben 2025)
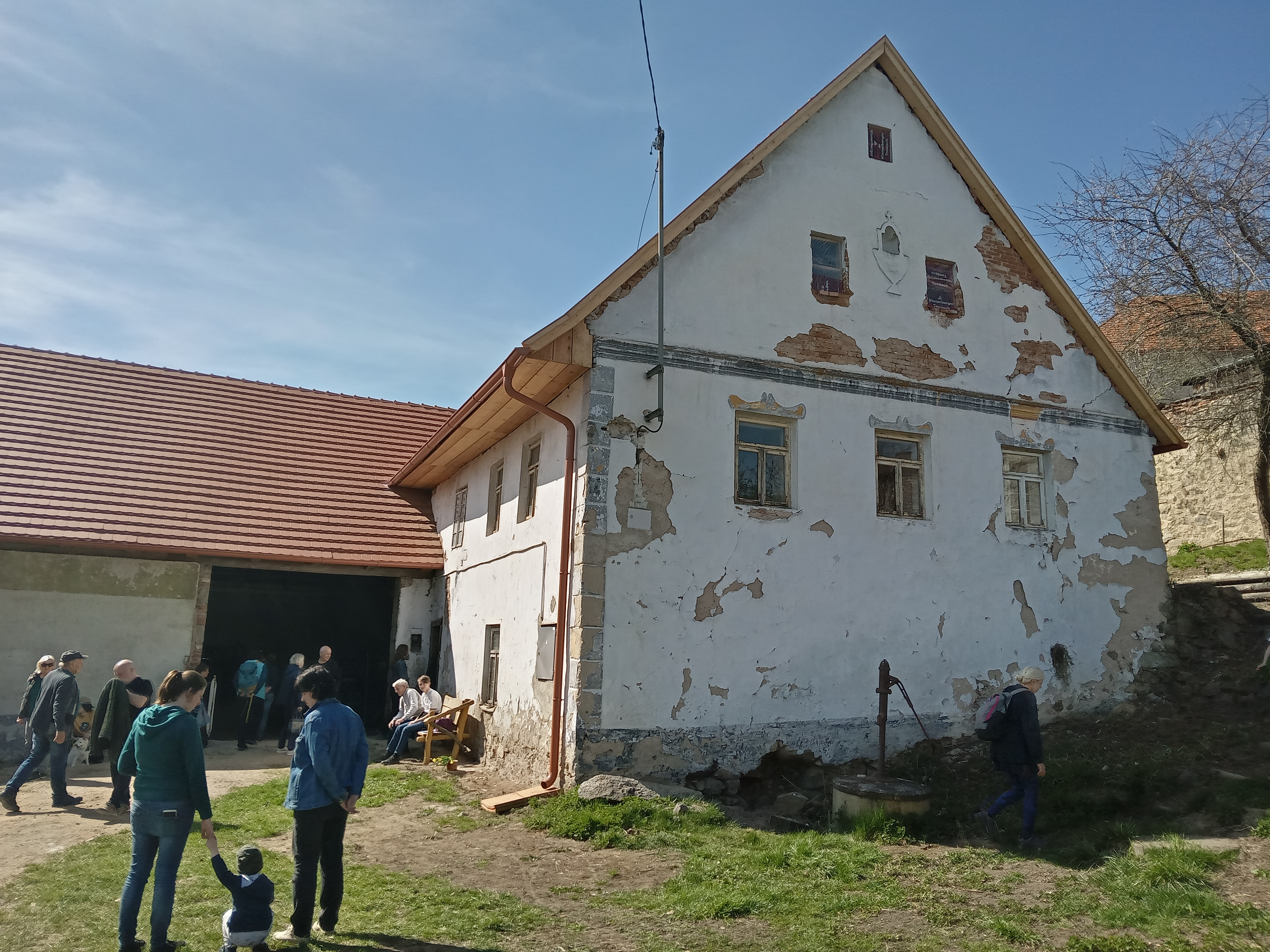
Zíbův mlýn